# Prayers of Steel
Prayers of Steel (в пер. с англ. — «Молитвы стали») — дебютный альбом западногерманской группы Avenger (впоследствии сменившей своё название на Rage), вышел в 1985 году.

## Об альбоме
После создания музыкальным коллективом своей первой демозаписи, группой заинтересовалась звукозаписывающая фирма Wishbone Records, что послужило началом творческих успехов группы и созданием их первого альбома. Тексты песен (особенно «Prayers of steel» и «Assorted by Satan») основаны на тематике и образах модного в те годы «сатанизма».
Многие композиции с данного альбома (А2, А5, Б1, Б3 и Б5) были перезаписаны для альбома Seasons of the Black, выпущенного в 2017 году. Все песни приобрели более свойственное группе звучание, которое остается практически неизменным уже на протяжении нескольких лет.

## Список композиций
| №  | Название            | Автор(ы)                         | Длительность |
| -- | ------------------- | -------------------------------- | ------------ |
| 1. | «Battlefield»       | Питер Вагнер, Йохан Шрёдер       | 2:45         |
| 2. | «South Cross Union» | Вагнер, Шрёдер                   | 3:37         |
| 3. | «Prayers of Steel»  | Вагнер, Шрёдер, Альф Майерраткен | 6:10         |
| 4. | «Halloween»         | Вагнер                           | 3:50         |
| 5. | «Faster Than Hell»  | Вагнер, Шрёдер                   | 3:18         |

| №  | Название               | Автор(ы)                    | Длительность |
| -- | ---------------------- | --------------------------- | ------------ |
| 1. | «Adoration»            | Вагнер, Шрёдер              | 3:30         |
| 2. | «Rise of the Creature» | Шрёдер, Майерраткен         | 5:24         |
| 3. | «Sword Made of Steel»  | Вагнер, Шрёдер, Майерраткен | 5:05         |
| 4. | «Bloodlust»            | Вагнер, Шрёдер              | 4:48         |
| 5. | «Assorted by Satan»    | Вагнер, Шрёдер, Майерраткен | 4:04         |

## Участники записи
- Питер «Пиви» Вагнер — вокал, бас, акустическая гитара
- Йохан Шрёдер — гитара
- Альф Майерраткен — гитара
- Йорг Михаэль — ударные